# Военный колледж (Прага)
Высшая школа военная (чеш. Vysoká škola válečná) — военно-штабной колледж, который был главным учебно-тренировочным центром для офицеров генерального штаба чехословацкой армии в межвоенный период. Был основан в 1921 году при содействии французской военной миссии.
Изначально называлась Высшей военной школой, однако в 1934 году была переименована в Высшую школу военную. Прекратила своё существование в 1938 году. Школа занимала третий этаж здания по адресу ул. Тихонова, 1 в пражском районе Градчаны. В настоящий момент в этом помещении располагается штаб-квартира министерства обороны Чехии.
Среди известных выпускников колледжа были Эммануэль Моравец и Йозеф Машин.